# Pansenbeständiges Protein
Als Pansenbeständiges Protein werden Eiweißquellen bezeichnet, welche den Pansen ohne großen Abbau passieren.
Teils verwendet man den Begriff UDP als Prozentanteil des Proteins, welches nicht im Pansen abgebaut wird. Andere gängige Bezeichnungen sind UDP nach un-degradable protein bzw. undegraded dietary protein, oder auch Durchflussprotein.

## Stoffwechselvorgänge
Wiederkäuer sind aufgrund ihres Verdauungstraktes in der Lage, Nahrungskohlenhydrate und -proteine mit Hilfe von mikrobiellen Enzymen im Pansen abzubauen und die Abbauprodukte zur mikrobiellen Proteinsynthese effizient zu nutzen. Mikroorganismen des Pansens benutzen als Stickstoffquelle sowohl das Futterproteine als auch im Futter enthaltene oder zugeführte Nicht-Protein-Stickstoff-(NPN)-Verbindungen, wie zum Beispiel Harnstoff. NPN werden im Pansen von der Pansenflora zu Ammoniak (NH3) umgebaut. Die Menge an NPN, die effizient genutzt werden kann, ist aufgrund der meist sehr schnellen Umsetzung zu Ammoniak limitiert. Die Ammoniakbildung aus z. B. Futterharnstoff läuft im Pansen dabei so schnell ab, dass dieser oftmals durch die Pansenmikroben nicht vollständig genutzt werden kann. Folglich reichert
sich das Ammoniak im Pansen an und muss durch die Pansenwand mit dem Blut zur Leber transportiert und dort entgiftet werden, was langfristig eine Einschränkung der Tiergesundheit durch Leber- und Stoffwechselbelastung bedeutet. Teils wird Stickstoff in Form von Milchharnstoff abgegeben und ist somit messbar.

## Steuerungsmöglichkeiten
Neben der Rohstoffauswahl kann die Behandlung von Proteinträgern zu einer Veränderung der Abbaurate im Pansen führen. Um möglichst große Mengen des finanziell wertvollen Futterproteins für die Kuh nutzbar zu machen, werden Eiweißquellen diskutiert, die den Pansen ohne großen Abbau passieren, also eine niedrige ruminale Abbaubarkeit haben. Ziel des Einsatzes von geschützten Produkten ist eine optimale Versorgung der Kuh mit Aminosäuren für die Erhaltung der Körperkondition und die Milchbildung. In den letzten Jahren wurden neue SRU
(slow release urea)-Produkte in den Markt eingeführt, aus dem der Harnstoff gleichmäßig über mehrere Stunden freigesetzt werden soll. Durch die
kontinuierliche Versorgung der Pansenbakterien mit Stickstoff ist die Verdaulichkeit
der Ration meistens verbessert und die Kühe reagieren mit einer erhöhten
Futteraufnahme und einer erhöhten Milchleistung. Muskator setzt in einigen Produkten speziell behandeltes Sojaschrot ein. Durch den Zusatz einer natürlichen Holzzuckerlösung zu Sojaschrot verringert sich die Abbaurate auf 30 % (UDP = 70 %). Dieses Verfahren ist patentrechtlich geschützt.
Eine weitere gute, aber auch sehr teure Komponente ist der Gelbmaiskleber.

### Effekte von hohem Einsatz UDP-reicher Futtermittel
Für eine hohe Leistung der Kuh muss aber auch unbedingt darauf geachtet werden, dass die Stickstoffversorgung der Pansenbakterien gesichert ist. Ein zu hoher Anteil an "geschützten Komponenten" im Milchleistungsfutter und in der Gesamtration kann wegen des dadurch hervorgerufenen N-Mangels im Pansen zu einer verminderten Tätigkeit der Pansenbakterien und zu einer suboptimalen mikrobiellen Eiweißsynthese führen, auch dann, wenn ausreichend Energie in Form von FOS zur Verfügung steht. Die Pansenbakterien können im Extremfall auch verhungern,  wenn nur sehr wenig Stickstoff zur Verfügung steht. Die Leistung der Kuh bricht schließlich zusammen, und somit ist der Einsatz der teuren, geschützten Komponenten kontraproduktiv.
Bei der Zusammenstellung der Gesamtration muss daher besonders im Hochleistungsbereich unbedingt geachtet werden auf:
- eine ausreichende N-Versorgung der Pansenbakterien
- eine ausreichende Energieversorgung der Pansenbakterien:   Stärke mind. 150–220 g/kg, Zucker mind. 40–100 g/kg
- bei gleichzeitig ausreichender Rohfaser- und Strukturversorgung.

### Effekte von geringem Einsatz UDP-reicher Futtermittel
Rationen mit geringem Anteil UDP (unter 25 %) begünstigen eine negative RNB durch die Ammoniakanflutung. Durch den erhöhten Ammoniakgehalt kommt es zur Insulinabsenkung im Körper. Also Folge davon kommt es zu erhöhtem Fettabbau und einer erhöhten Lipolyserate. Im Endeffekt ergibt sich daraus ein Energiemangel.